# Greg Stafford (homme politique)
Gregory James Stafford est un homme politique du Parti conservateur britannique qui est député de Farnham et Bordon depuis 2024.

## Biographie
Stafford est conseiller du quartier de Hanger Hill dans l'arrondissement londonien d'Ealing de 2007 à 2024, et est à la fois chef du groupe conservateur et chef de l'opposition de 2014 à 2022.
Il fréquente la St Benedict's School d'Ealing, une école catholique indépendante, et étudie l'histoire moderne au St Peter's College d'Oxford,. Il est président du parti Conservative Future dans l'ouest de Londres. Son frère Alexander Stafford est député conservateur de Rother Valley de 2019 à 2024.
Stafford est le premier représentant de la nouvelle circonscription de Farnham et Bordon lors des élections générales de 2024 au Royaume-Uni.
Il est élu par ses collègues du Parti conservateur au comité exécutif du Comité 1922 peu après les élections générales.